# 比亚罗特
比亚罗特（法語：Biarrotte，法語發音：[bjaʁɔt]）是法国朗德省的一个市镇，属于达克斯区。

## 地理
比亚罗特（43°33'39"N, 1°16'20"W）面积4.9 平方千米，位于法国新阿基坦大区朗德省，该省份为法国西南部沿海省份，是法國本土面积第二大的省，北起吉倫特省，西临大西洋，南至大西洋比利牛斯省，东临热尔省，东北与洛特-加龍省接壤。
与比亚罗特接壤的市镇（或旧市镇、城区）包括：比欧多斯、圣洛朗德戈斯、圣玛丽德戈斯、圣马丹德安克斯。

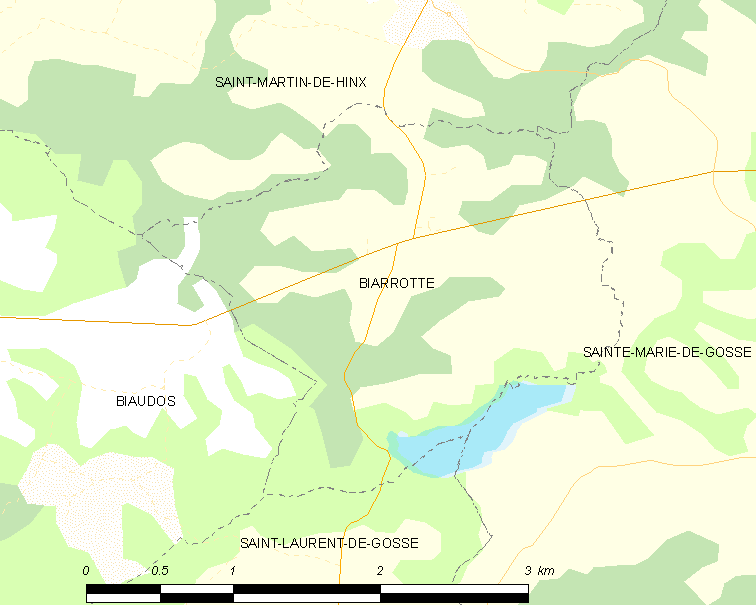
比亚罗特的OSM定位图

比亚罗特的时区为UTC+01:00、UTC+02:00（夏令时）。

## 行政
比亚罗特的邮政编码为40390，INSEE市镇编码为40042。

## 政治
比亚罗特所属的省级选区为塞尼昂县。

## 人口

1962-2008年间比亚罗特人口变化图示

比亚罗特于2022年1月1日时的人口数量为350人。